# 4061 Martelli
A 4061 Martelli (ideiglenes jelöléssel 1988 FF3) a Naprendszer kisbolygóövében található aszteroida. W. Ferreri fedezte fel 1988. március 19-én.